# Francheleins
Francheleins ist eine französische Gemeinde mit 1593 Einwohnern (Stand 1. Januar 2022) im Département Ain in der Region Auvergne-Rhône-Alpes; sie gehört zum Arrondissement Bourg-en-Bresse und zum Kanton Villars-les-Dombes.

## Geografie
Die Gemeinde Francheleins liegt am Westrand der Dombes, etwa 13 Kilometer nordöstlich von Villefranche-sur-Saône. Im Westen reicht das Gemeindegebiet bis auf 500 Meter an die Saône heran. Nachbargemeinden von Francheleins sind  Montceaux im Norden, Chaneins im Nordosten, Saint-Trivier-sur-Moignans im Osten, Villeneuve im Südosten, Chaleins im Süden, Lurcy im Westen und Montmerle-sur-Saône im Nordwesten.

## Geschichte
Das heutige Francheleins entstand 1974 aus der Zusammenlegung der Orte Amareins, Francheleins und Cesseins als Amareins-Francheleins-Cesseins; den Namen Francheleins nahm die Gemeinde 1998 an.

### Bevölkerungsentwicklung
| Jahr                       | 1962 | 1968 | 1975 | 1982 | 1990 | 1999 | 2010 | 2020 |
| Einwohner                  | 159  | 121  | 415  | 572  | 826  | 994  | 1323 | 1585 |
| Quellen: Cassini und INSEE |      |      |      |      |      |      |      |      |

## Sehenswürdigkeiten
- Romanische Kirche Saint-Pierre et Saint-Paul in Amareins (12. Jahrhundert, Monument historique)
- Kirche Saint-Martin in Francheleins (19. Jahrhundert)
- Ruinen des Château de Francheleins
- Château d’Amareins
- Château de Tavernost (13. Jahrhundert)
- Château de Vataneins (1882)

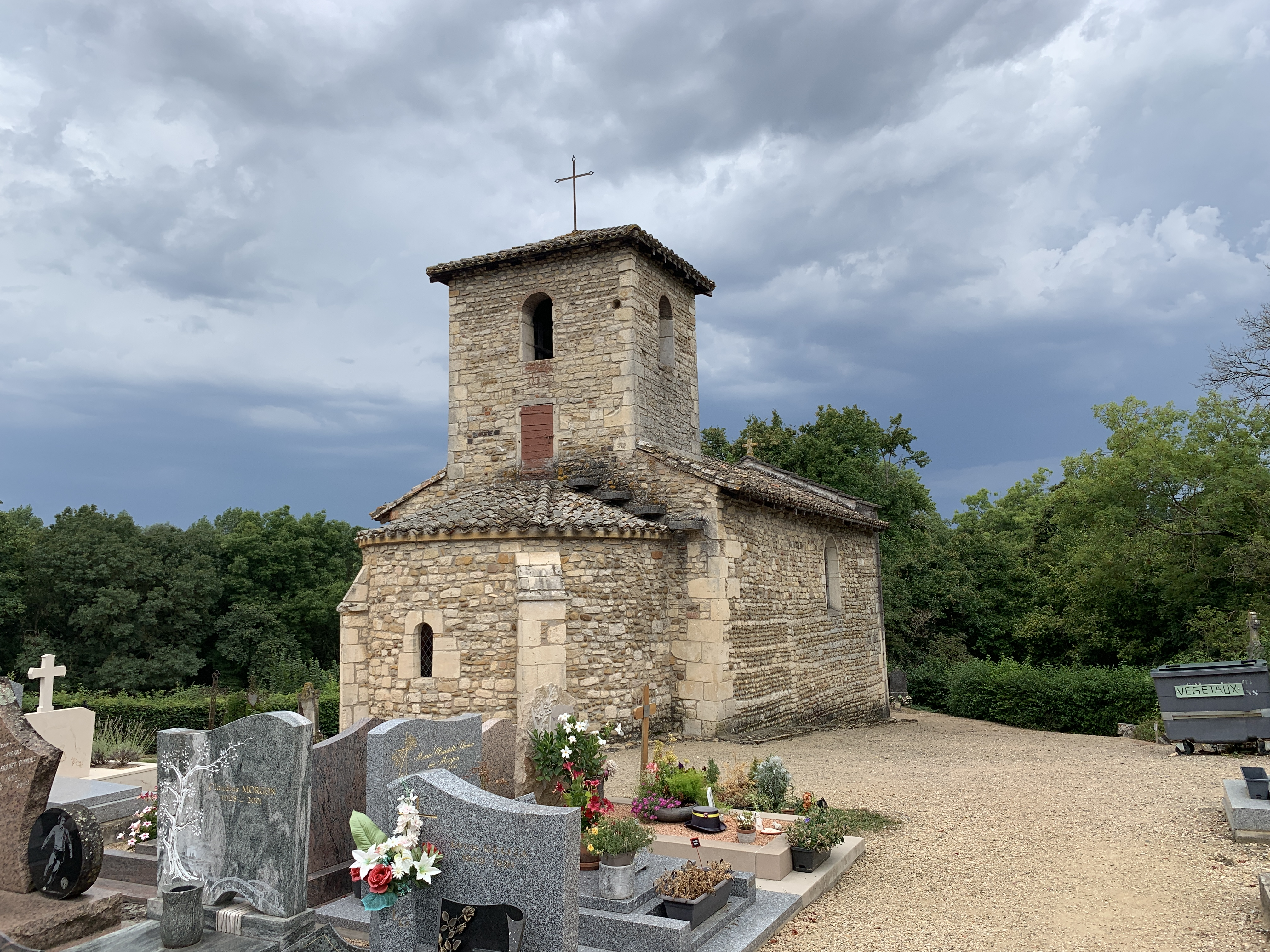
Kirche Saint-Pierre et Saint-Paul
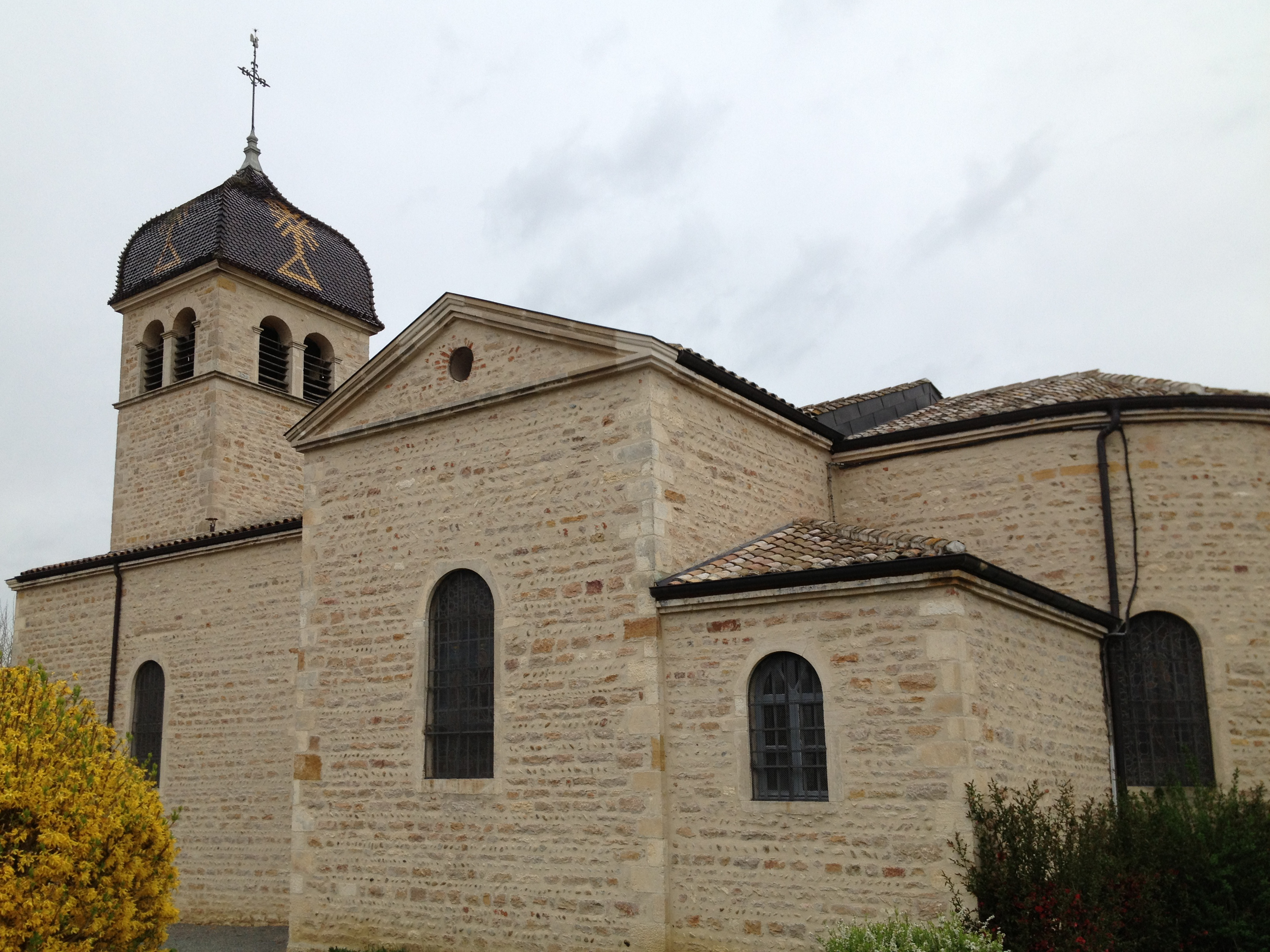
Kirche Saint-Martin
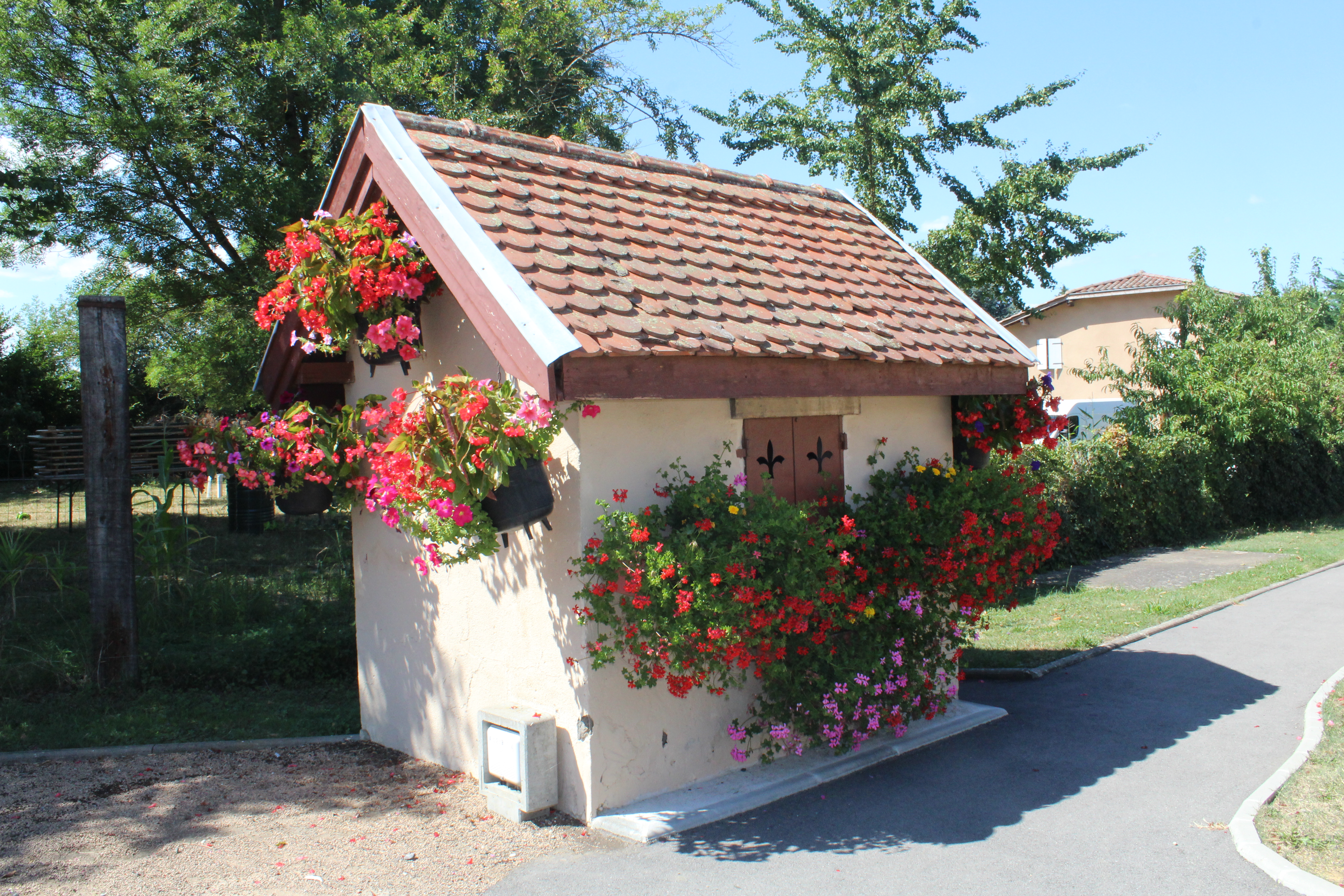
Ehemalige öffentliche Waage
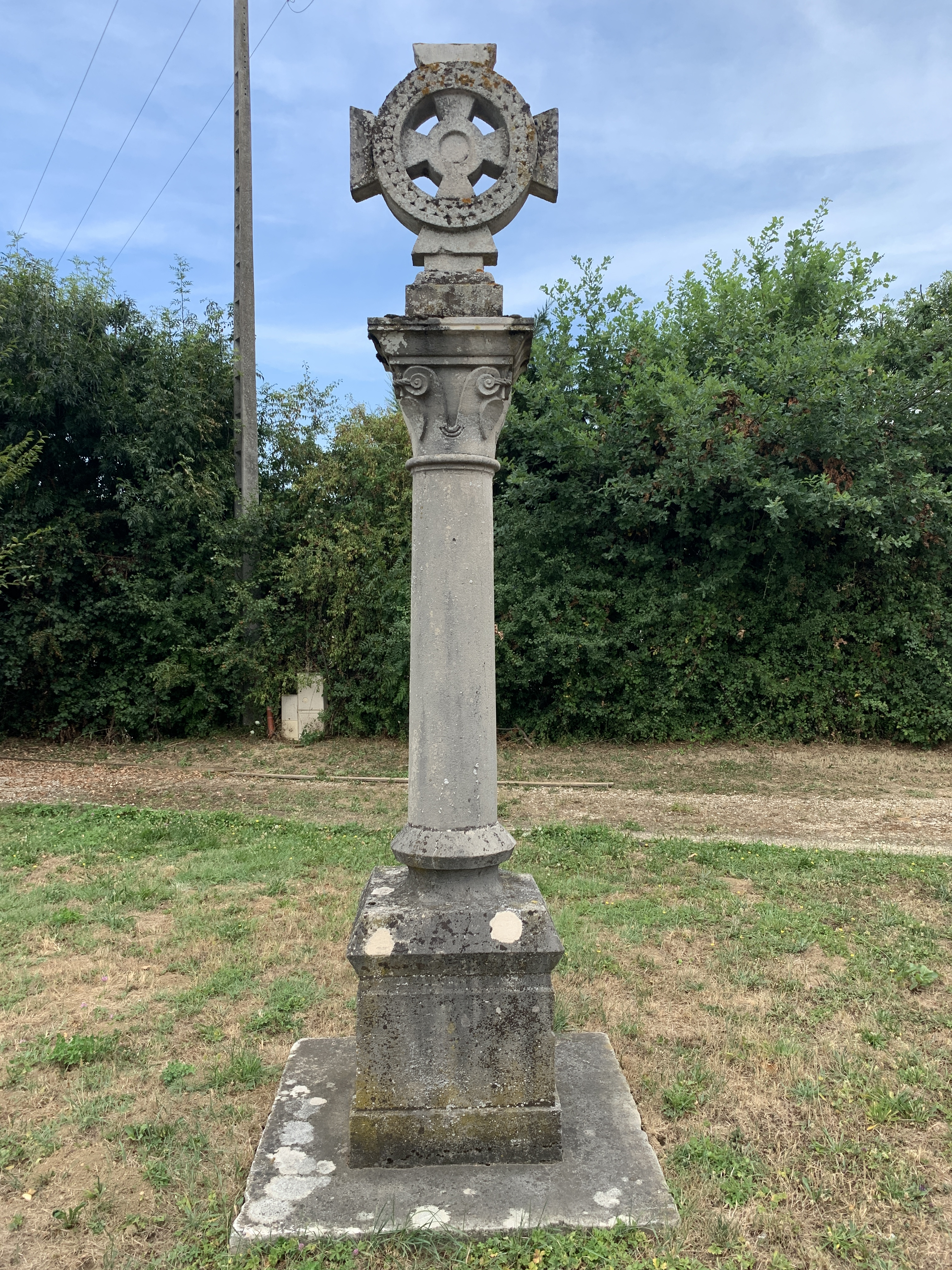
Monumentalkreuz Carron
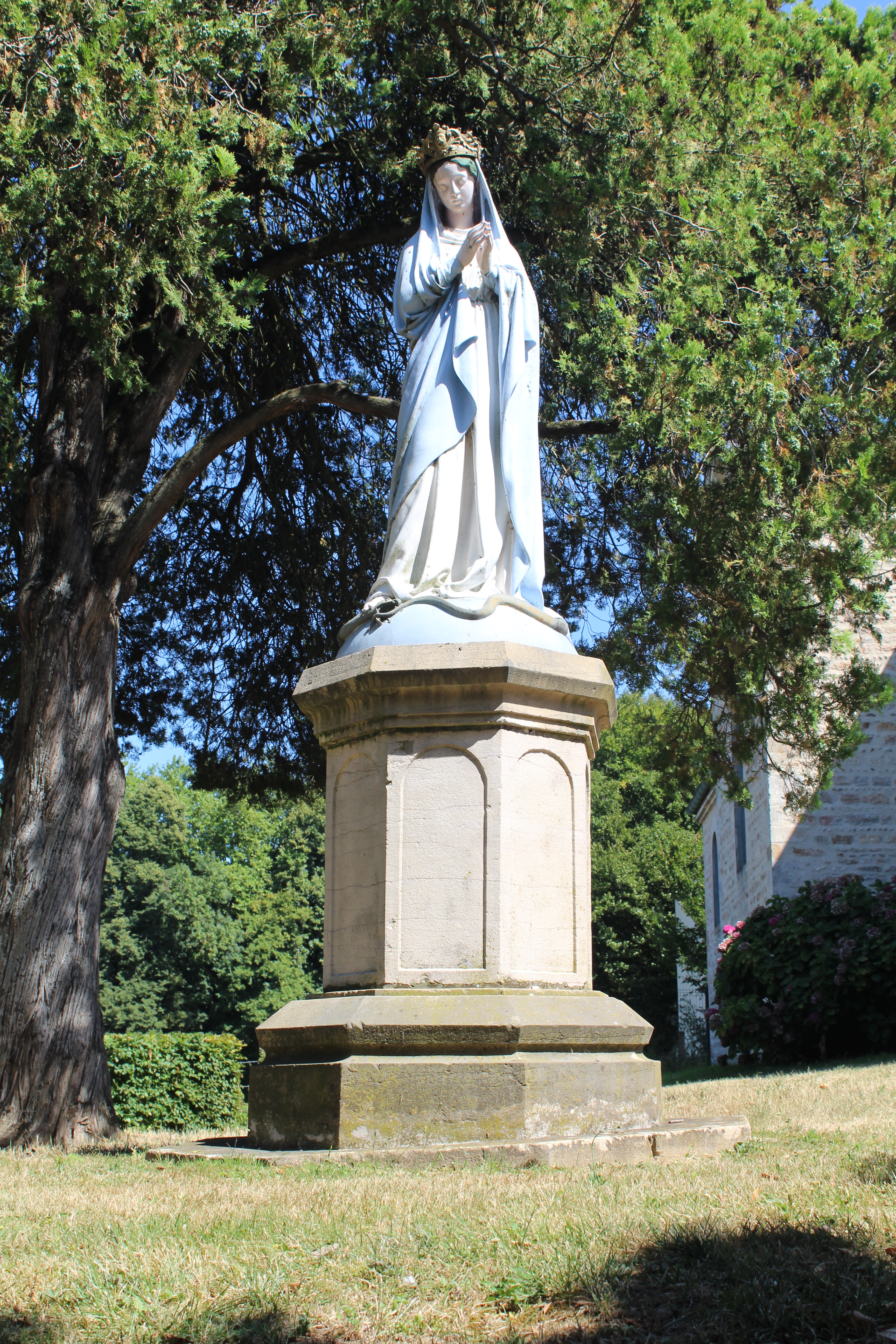
Marienstatue